# Різдво в парку (Сан-Хосе)

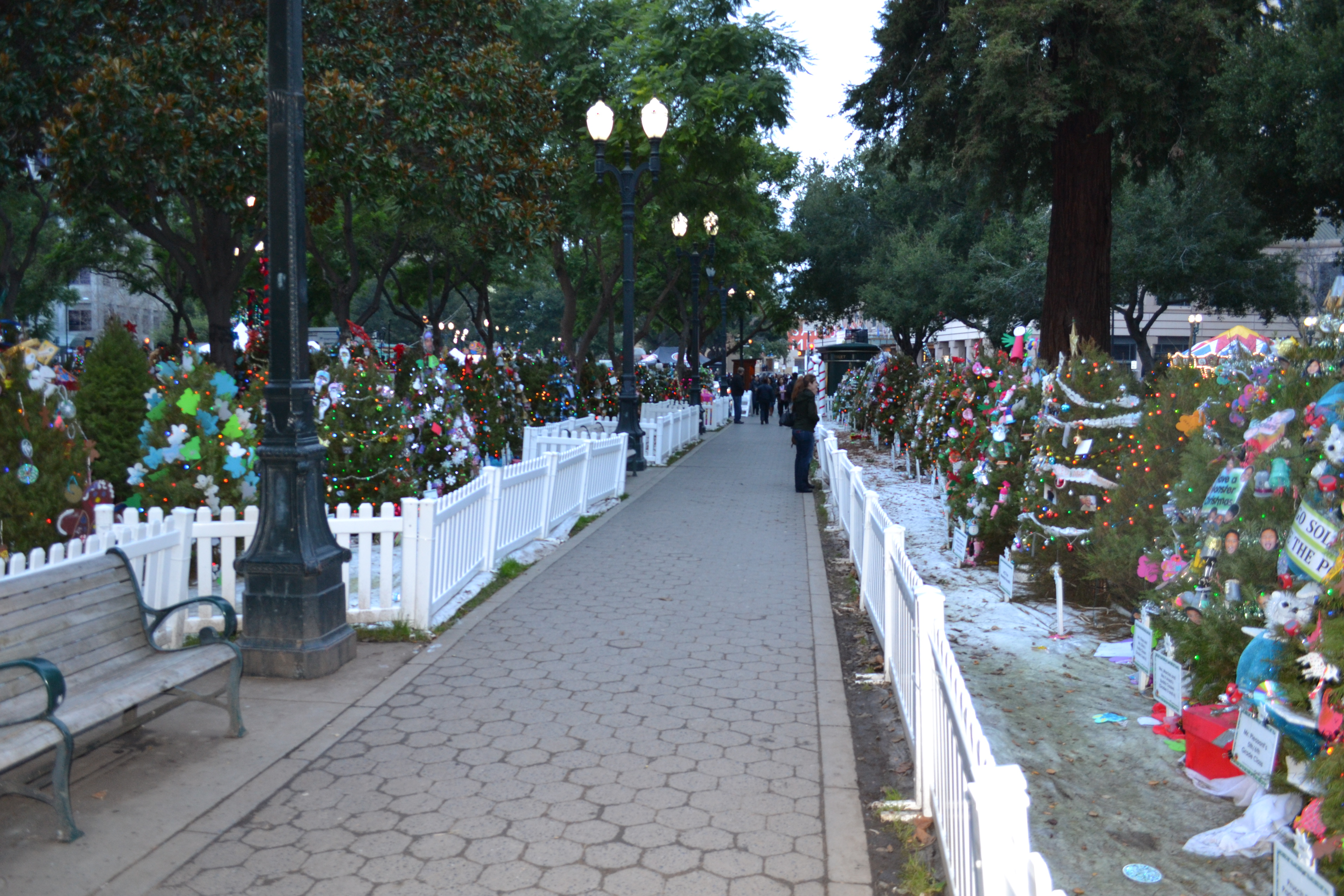
Виставка ялинок

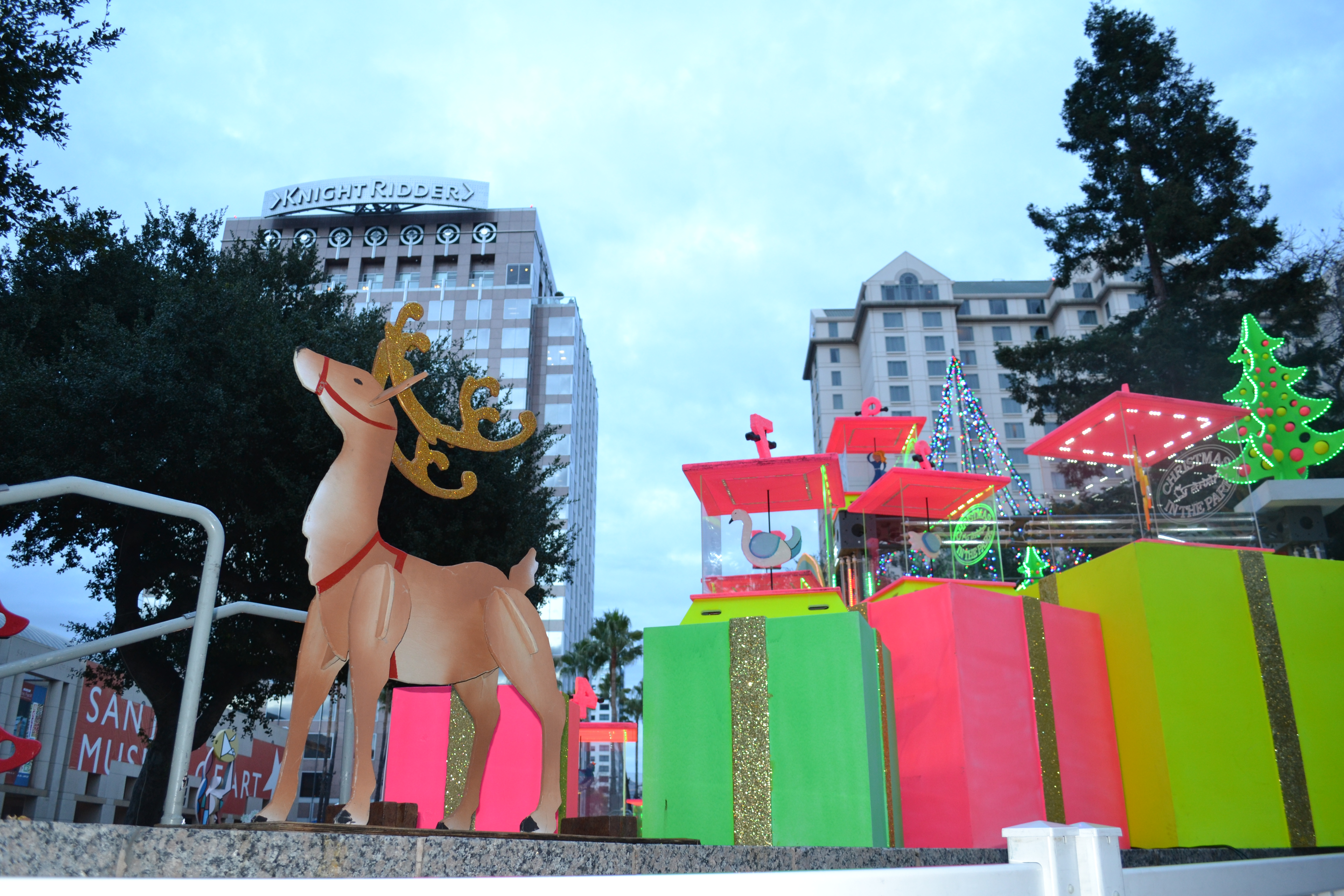
Екран на фоні центральних будівель міста

37°19′56″ пн. ш. 121°53′23″ зх. д. / 37.33222° пн. ш. 121.88972° зх. д.
Різдво в парку — зимова подія, яка щороку відбувається в центрі Сан-Хосе, Каліфорнія, приблизно з останнього тижня листопада до 1 січня. Протягом цього часу понад п'ятсот різдвяних ялинок, прикрашених місцевими школами та іншими групами, виставляються в парку Пласа-де-Сесар Чавес, як правило, з більш ніж 50 музичними та анімаційними виставками на різдвяну тематику, 55-футовою ялинкою, а також безліччю сувенірних крамниць та магазинів з продажу частувань.
Захід, який щороку відвідує понад 700 тис. відвідувачів, проходить на Plaza de César Chávez вже понад 30 років. Його називають «найбільшою виставою Сан-Хосе». Цей захід приносить місту приблизно 13 мільйонів доларів США у вигляді витрат відвідувачів. Він є безкоштовним для громадськості, хоча пропонується робити пожертви для компенсації витрат на його проведення.
Поруч із парком у цей час працює ковзанка і близько десятка атракціонів для дітей, серед яких оглядове колесо, карусель та катання на поїзді.
У 2020 році через пандемію пандемією COVID-19 Різдво в парку перетворилося на виїзний захід в Історичному парку Сан-Хосе з 27 листопада 2020 року по 3 січня 2021 року, відкритий з 16:00 до 22:00 за попереднім замовленням квитків. До традиційних експозицій і прикрашених ялинок було додано понад 160 000 нових вогнів у вигляді освітлених тунелів, арок зі сніжинок, піксельних світлових лісів та інших експозицій.

## Історія
Подія «Різдво в парку» бере свій початок від різдвяного вертепу, збудованого Доном Лімою в 1950-х роках перед родинним моргом Ліми у Віллоу Глен. Виставка привернула увагу, і він почав додавати нові експозиції, і в міру того, як вони зростали, відвідувачів ставало все більше і більше.
У 1970-х роках, коли експонати значно розрослися, він пожертвував їх місту Сан-Хосе. На деякий час вони були встановлені на галявині на місці колишньої мерії Сан-Хосе, на перехресті Першої та Місіонерської вулиць. Місто Сан-Хосе і некомерційна організація «Різдво в парку» (Christmas in the Park Inc) працювали разом, щоб влаштувати це свято на 2,5 акра землі.
На початку 1980-х років захід було перенесено на площу Сесара Чавеса.
У 2011 році місто більше не могло дозволити собі утримувати та збирати кошти на проведення заходу, і його було заплановано закрити. Неприбуткова організація підтримала подію і взяла на себе організацію заходу, і з того часу відвідуваність щороку зростає, досягнувши понад 700 000 у 2017 році.

## Галерея

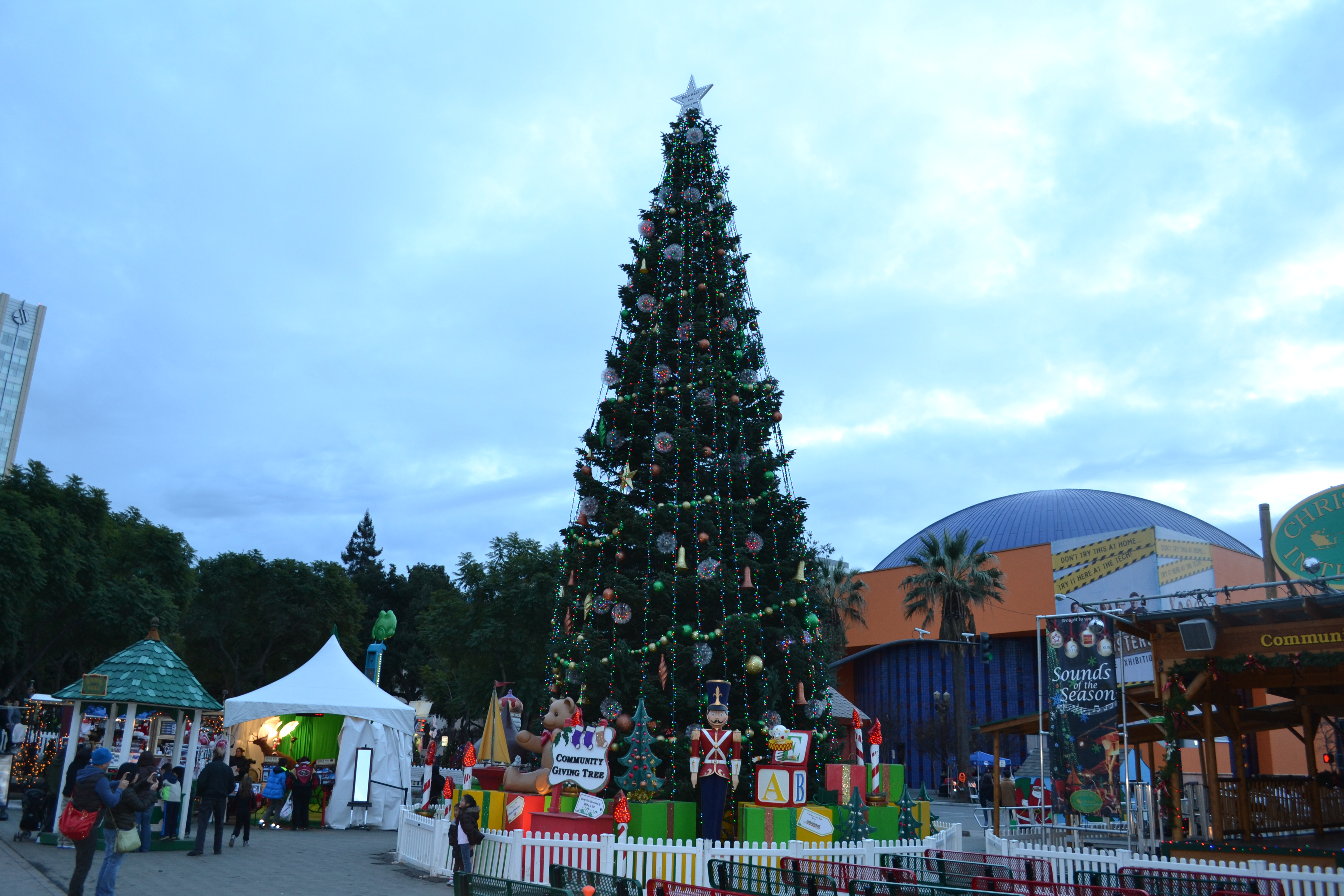
Громадське дерево дарування
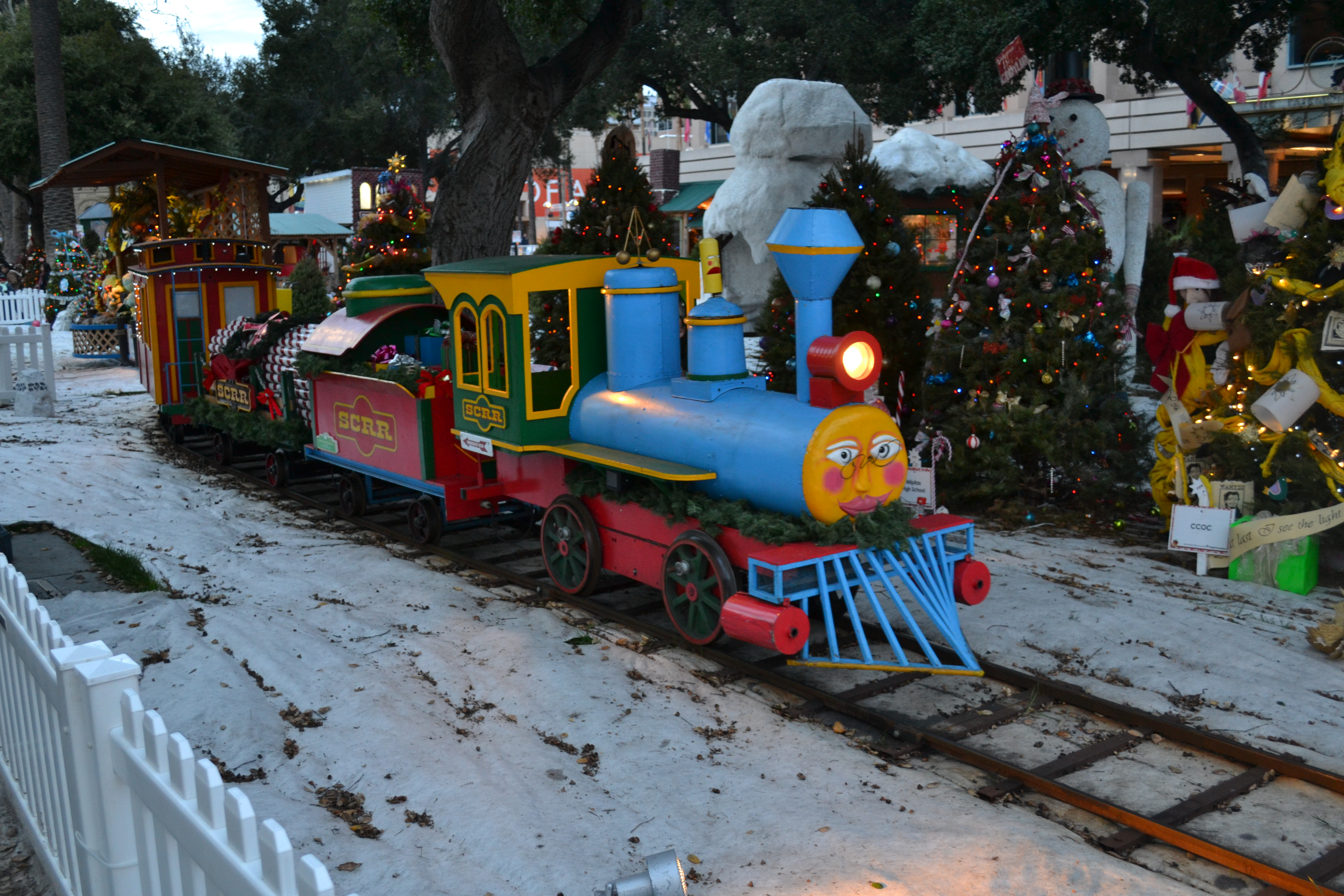
Мініатюрний потяг на виставці в парку
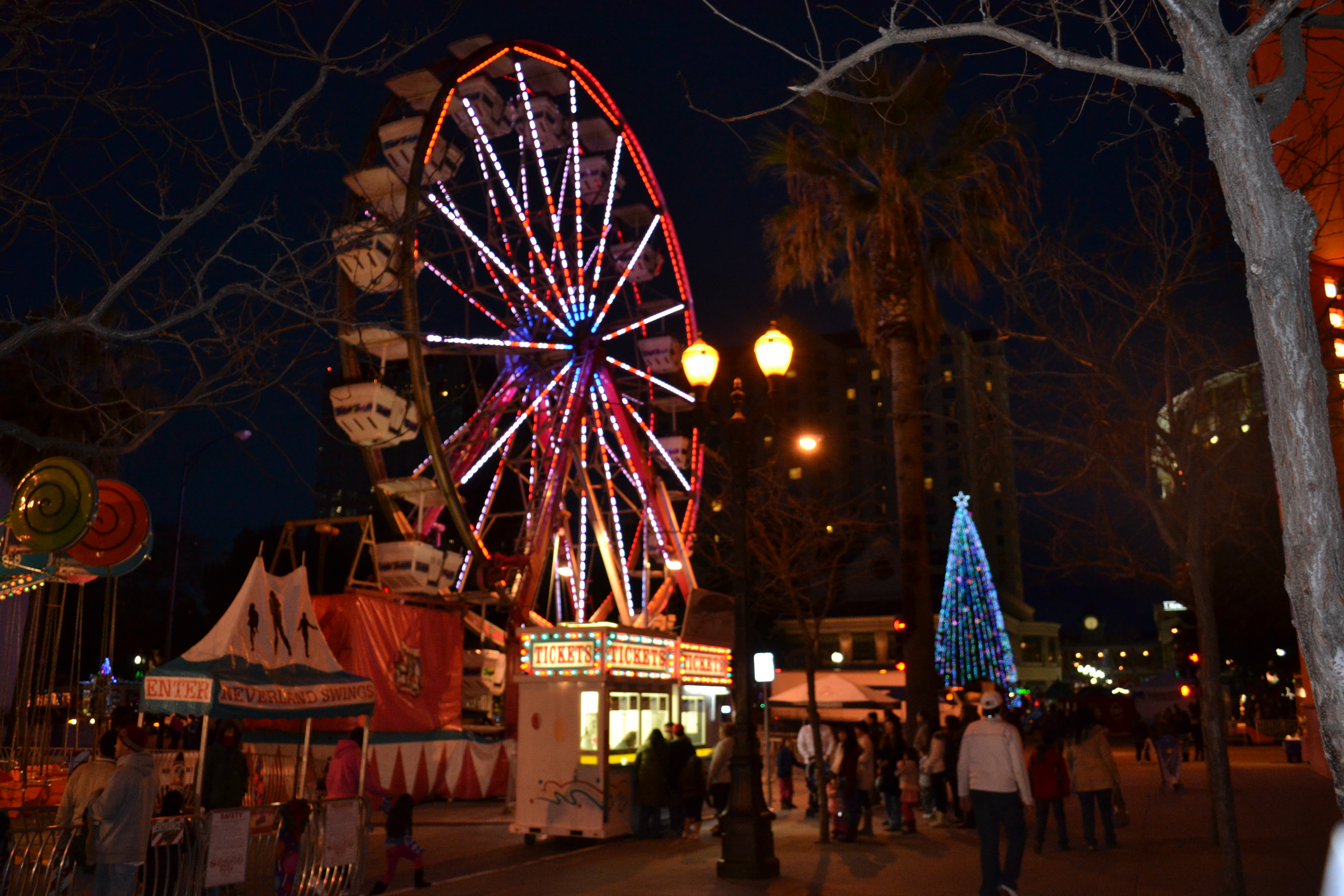
Прогулянка на колесі огляду
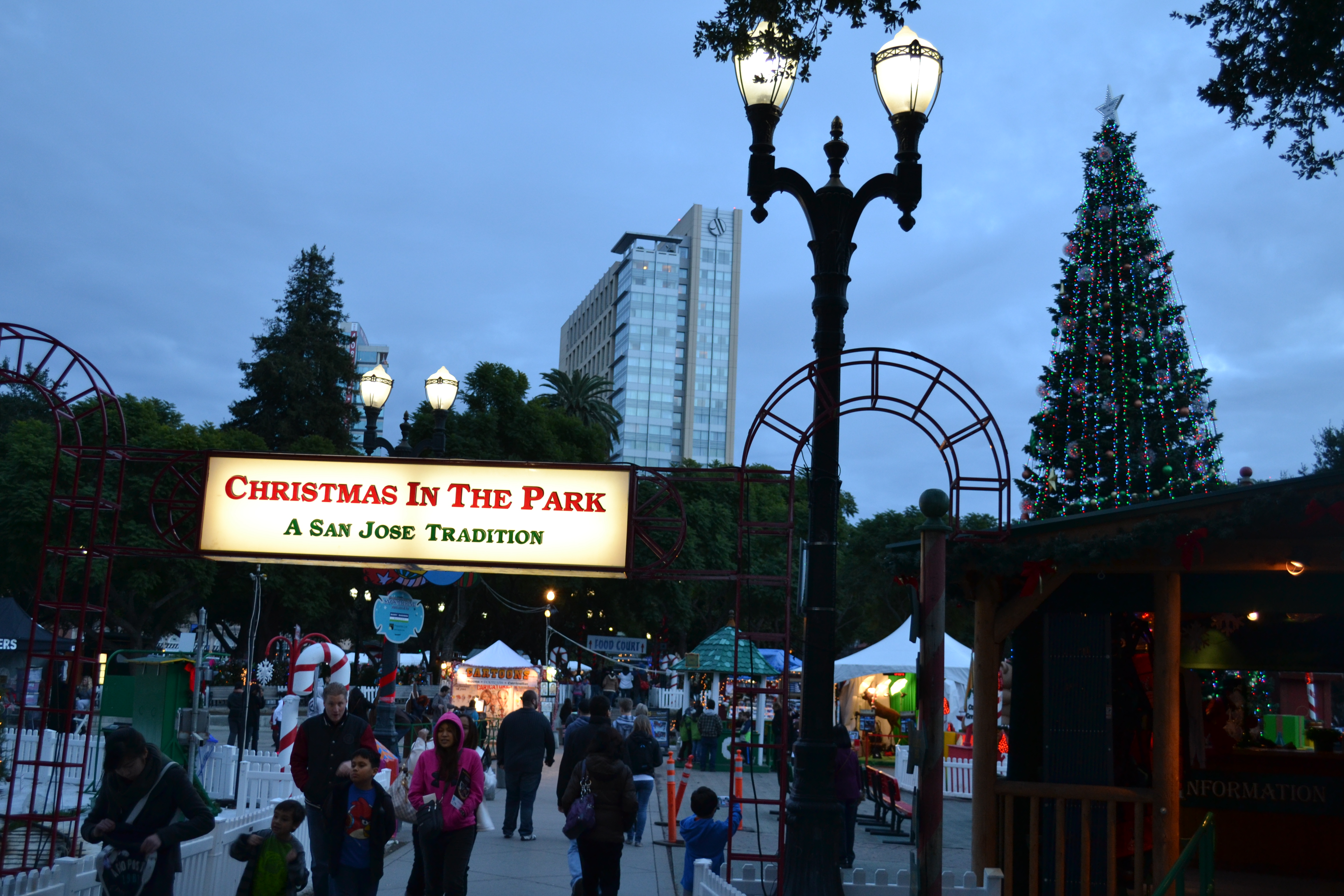
Погляд на подію
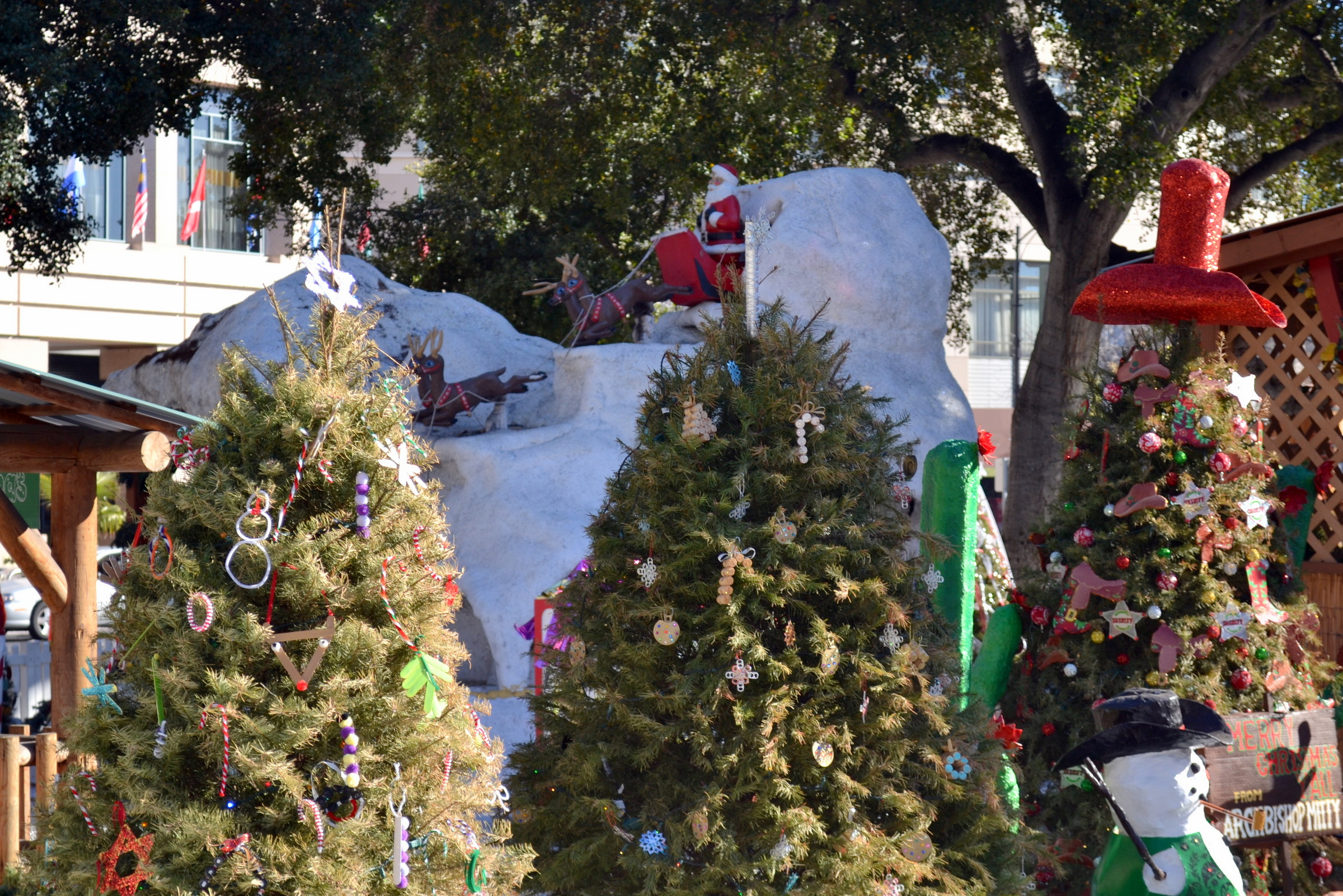
Виставка Діда Мороза
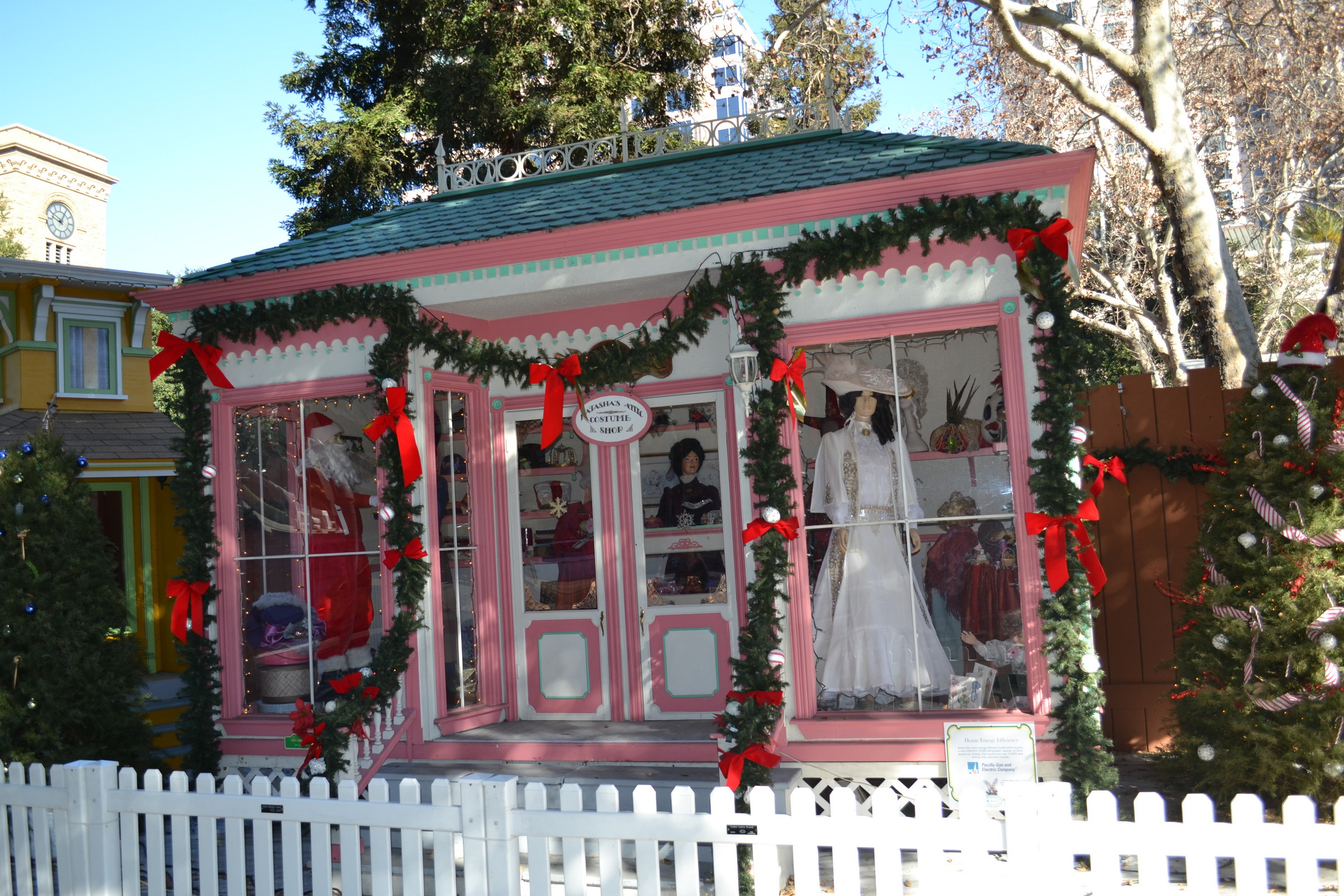
Експонат магазину історичних костюмів